# Shahzada (Pferderennen)

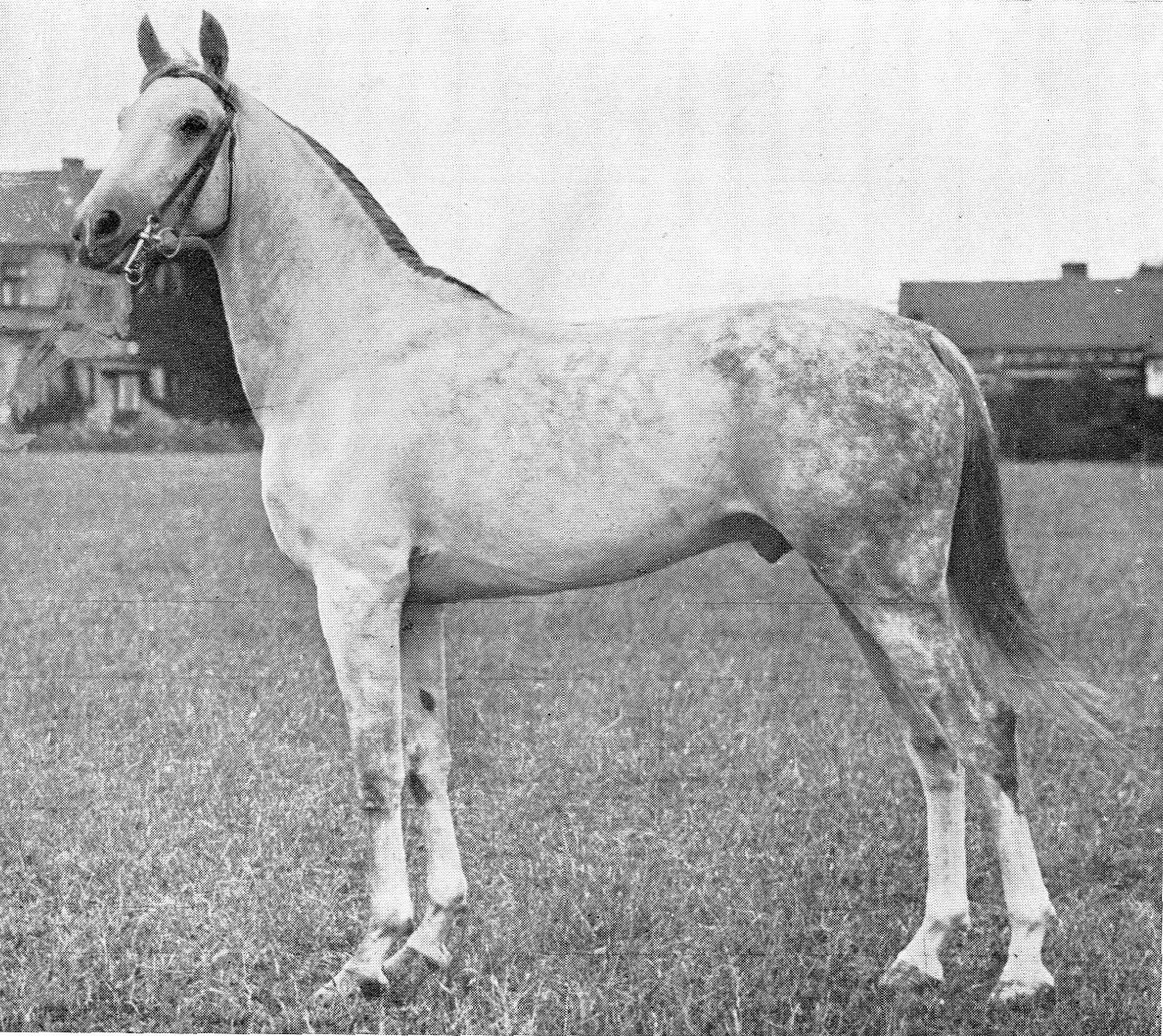
Shahzada, Stempelhengst der australischen Araberzucht, um 1920

Das Shahzada Memorial Endurance ist ein Distanzritt, der seit 1981 jährlich in St. Albans, New South Wales, Australien durchgeführt wird. Die Veranstaltung wurde nach Shahzada, einem Stempelhengst der australischen Araberzucht, benannt.

## Shahzada
Shahzada wurde 1913 von Mootrub aus der Ruth Kesia in Großbritannien gezogen und wurde 1925 nach Australien überführt. Dort startete er in den Jahren 1920, 1921 und 1922 bei einer Serie von drei großen Distanzritten, die jeweils über fünf Tage hinweg ausgetragen wurden. Er gewann das erste Rennen über 250 Meilen (ca. 400 km), erreichte bei dem zweiten Rennen über 300 Meilen (ca. 480 km) den zweiten Platz und gewann das dritte Rennen über 500 Meilen (ca. 800 km). Er war auch bei Sprintrennen über 1400 m erfolgreich.
Nach der Rennkarriere ging Shahzada in die Zucht. Er wurde zu einem Stempelhengst der australischen Araberzucht. In acht aufeinander folgenden Jahren von 1926 bis 1933 wurde er Champion Arab Stallion bei der Sydney Royal Show. Über 40 % der Pferde, die im ersten Band des The Australasian Arab Horse Stud Book eingetragen sind, führen Blut von Shahzada. In der australischen Araberzucht war er unter den prägenden Hengsten seiner Zeit der einzige, der nicht direkt aus Crabbet Park stammt.

## Rennen
Das Shahzada Memorial Endurance wird über 400 km (250 Meilen) ausgetragen und findet im August statt. Die Veranstaltung gilt als einer der weltweit längsten Distanzritte. Es wird in mehreren Etappen über fünf Tage in mehreren Klassen ausgetragen. Nicht in allen Jahren wurden alle Wertungen geführt. Es gibt folgende Wertungen: Schwergewicht, Mittelgewicht, Leichtgewicht, Junior und Offene Wertung. Bei der Veranstaltung werden auch Tageswertungen geführt.
Neben dem Shahzada Memorial 400 km wird parallel ein dreitägiger 120-km-Distanzritt veranstaltet.

## Sieger
In der folgenden Liste werden jeweils die schnellsten Paare über alle Klassen hinweg aufgeführt.
| Jahr      | Pferd                                                               | Rasse | Farbe    | Jahrgang | Geschlecht | ReiterIn                                           | Klasse                                      | Zeit  |
| --------- | ------------------------------------------------------------------- | --- | -------- | -------- | ---------- | -------------------------------------------------- | ------------------------------------------- | ----- |
| 1981      | Missing Unknown                                                     | |          |          | Wallach    | Tony Elphick                                       | Offen                                       | 27:00 |
| 1982      | Djharda                                                             | Araber | Schimmel | 1976     | Wallach    | Darren Slattery                                    | Offen                                       | 30:00 |
| 1983      | Cyclone                                                             | |          | 1974     | Wallach    | Paul Chandler                                      | Offen                                       | 26:00 |
| 1984      | Cyclone                                                             | |          | 1974     | Wallach    | Paul Chandler                                      | Offen                                       | 28:00 |
| 1985      | Cyclone, Arabian Park Amierr                                        | |          |          |            | Paul Chandler, Alan MacKinder                      | Offen, Offen                                | 28:35 |
| 1986      | Arabian Park Amierr                                                 | Araber | Brauner  |          | Hengst     | Alan MacKinder                                     | Offen                                       | 26:00 |
| 1987      | Cedar Ridge Rob Roy                                                 | Araber | Schimmel | 1977     | Wallach    | Mark Freeman                                       | Offen                                       | 26:00 |
| 1988      | Merrowdown Tasha                                                    | Arabisches Halbblut                                                                                                |          | 1982     | Stute      | Bill McMillan                                      | Mittelgewicht                               | 29:17 |
| 1989      | Abbeline Lady Rebecca                                               | Araber |          | 1979     | Stute      | June Petersen                                      | Mittelgewicht                               | 27:22 |
| 1990      | Kintamani Fosta                                                     | Arabisches Halbblut                                                                                                | Brauner  | 1980     | Wallach    | Alan Lindsay                                       | Offen                                       | 31:00 |
| 1991      | Richard                                                             | Arabisches Halbblut                                                                                                | Schimmel | 1982     | Wallach    | Allan Caslick                                      | Offen                                       | 26:00 |
| 1992      | Cedar Ridge Rob Roy                                                 | Araber | Schimmel | 1977     | Wallach    | Mark Freeman                                       | Mittelgewicht                               | 29:33 |
| 1993      | Kejome Komet                                                        | Araber |          | 1985     | Wallach    | Geoff Hurt                                         | Mittelgewicht                               | 28:00 |
| 1994      | Kintamani Fosta                                                     | Arabisches Halbblut                                                                                                | Brauner  | 1980     | Wallach    | Helen Lindsay                                      | Mittelgewicht                               | 32:00 |
| 1995      | Kim Dande Tara, Pilgrim Star                                        | |          |          | Wallach    | Anne Jones, Len Law                                | Leichtgewicht, Schwergewicht                | 35:00 |
| 1996      | Hawkesbury Impala                                                   | Araber | Fuchs    | 1992     | Wallach    | Robert Ward                                        | Schwergewicht                               | 27:00 |
| 1997      | Hawkesbury Impala                                                   | Araber | Fuchs    | 1992     | Wallach    | Robert Ward                                        | Schwergewicht                               | 25:00 |
| 1998      | Hawkesbury Impala                                                   | Araber | Fuchs    | 1992     | Wallach    | Robert Ward                                        | Schwergewicht                               | 25:00 |
| 1999      | Ralvon Reflex                                                       | Araber | Brauner  | 1992     | Wallach    | Jennifer Gilbertson                                | Mittelgewicht                               | 28:00 |
| 2000      | Sawaan Rose                                                         | Araber | Fuchs    | 1991     | Stute      | Philip (Jock) Haworth                              | Mittelgewicht                               | 30:01 |
| 2001      | Flash-Lite                                                          | Araber | Fuchs    | 1985     | Wallach    | Stuart Hitchcock                                   | Mittelgewicht                               | 26:00 |
| 2002      | Jasmine Minstrel                                                    | Arabisches Halbblut                                                                                                | Brauner  | 1989     | Wallach    | Rex Cox                                            | Schwergewicht                               | 30:00 |
| 2003      | Flash-Lite                                                          | Araber | Fuchs    | 1985     | Wallach    | Stuart Hitchcock                                   | Mittelgewicht                               | 31:00 |
| 2004      | Nioka Park Rain Dance                                               | Araber | Braune   | 1994     | Stute      | Phillip Howarth                                    | Mittelgewicht                               | 21:00 |
| 2005      | El Jannah Rafiq                                                     | Araber |          | 1996     | Wallach    | Dianne Luker                                       | Leichtgewicht                               | 35:28 |
| 2006      | Evonglen Holmgaard                                                  | Araber | Schimmel | 1991     | Wallach    | Brad Dillon                                        | Leichtgewicht                               | 31:44 |
| 2007      | nicht ausgetragen                                                   | |          |          |            |                                                    |                                             |       |
| 2008      | Phoenix Park Epona                                                  | Araber | Schimmel | 1995     | Wallach    | Ken Bradley                                        | Schwergewicht                               | 35:00 |
| 2009      | Cedar Ridge Magnetic                                                | Araber | Brauner  | 1998     | Wallach    | Courtney Anderson                                  | Leichtgewicht                               | 36:34 |
| 2010      | Sasam                                                               | Araber | Fuchs    | 1997     | Stute      | Marion Lengronne                                   | Mittelgewicht                               | 32:19 |
| 2011      | Girilambone Orion                                                   | Araber | Fuchs    | 1997     | Hengst     | Linda Jonkers                                      | Mittelgewicht                               | 35:06 |
| 2012      | Diamond R Boston                                                    | Arabisches Halbblut                                                                                                | Falbe    | 2000     | Wallach    | Kim Hagon                                          | Mittelgewicht                               | 34:00 |
| 2013      | Blake’s Heaven Summer Reign, Blake’s Heaven Bombora, Wantley Kaliph | |          |          |            | Ian Curtis, Talea Hasko-Stewart, Fia Hasko-Stewart | Mittelgewicht, Mittelgewicht, Leichtgewicht | 34:29 |
| 2014      | Blake’s Heaven Summer Wind                                          | Arabisches Halbblut                                                                                                | Schimmel | 2004     | Wallach    | Ian Curtis                                         | Mittelgewicht                               | 35:02 |
| 2015      | Ra Silver Dancer, Kalkadoon Vienna                                  | Araber |          |          |            | Matthew Gadsby, Marion Lengronne                   | Schwergewicht, Mittelgewicht                | 34:08 |
| 2016      | Pioneer Park Wings of Sudan                                         | Araber | Schimmel | 2007     | Wallach    | Melissa Longhurst                                  | Leichtgewicht                               | 38:56 |
| 2017      | Pioneer Park Wings of Sudan                                         | Araber | Schimmel | 2007     | Wallach    | Melissa Longhurst                                  | Leichtgewicht                               | 38:00 |
| 2018      | Castlebar Galaxy                                                    | Anglo-Araber | Braune   | 2003     | Stute      | Tammy Woodgate                                     | Mittelgewicht                               | 41:21 |
| 2019      | Blake’s Heaven Adventuress                                          | Arabisches Halbblut                                                                                                | Schimmel | 2011     | Stute      | Fia Hasko-Stewart                                  | Leichtgewicht                               | 35:16 |
| 2020–2024 | keine Ergebnisse publiziert                                         | 2020–2021 COVID-19-Pandemie in Australien 2022 Überschwemmungen 2023 keine Publikation 2024 Einladungen publiziert |          |          |            |                                                    |                                             |       |
| 2025      |                                                                     | geplant vom 25. bis 29. August 2025                                                                                |          |          |            |                                                    |                                             |       |